# Sonoma Valley AVA
Sonoma Valley AVA (‚American Viticultural Area‘, anerkannt seit dem 4. Dezember 1981) ist ein Weinbaugebiet im US-Bundesstaat Kalifornien. Das Gebiet liegt im südlichen Teil des Verwaltungsgebiet Sonoma County im Sonoma Valley (auch bekannt als The Valley of the Moon) in unmittelbarer Umgebung der Stadt Santa Rosa und der Bucht von San Pablo. Flankiert wird das etwa 25 km lange Gebiet östlich von den Mayacamas Mountains und westlich von den Sonoma Mountains.

## Klima
Die Sonoma Mountains im Westen des Gebiets bieten ausreichenden Schutz gegen übermäßige Regenfälle, die vom Pazifischen Ozean kommen. Gekühlt wird das Gebiet von den Nebeln der Bucht von San Pablo.